# 高野久美子
髙野 久美子（たかの くみこ、1960年7月24日 - ）は、日本の声楽家、ソプラノ歌手。大阪府在住。

## 経歴
東京都出身。
久城里絵子、戸田敏子、岡﨑實俊に師事。
1981年、ジュゼッペ・ヴェルディ音楽院でマリア・カルボーネの指導を受ける。
1982年、東京芸術大学声楽科卒業。
1983年、ミス・インターナショナル、ミス・ワールド関東地区代表。
1987年、東京オペラプロデュース定期公演『蝶々夫人』タイトルロールでデビュー。
1989年、東急文化村杮落とし公演『ホフマン物語』ジュリエッタ役でミュージカルデビュー
遠藤周作の劇団「樹座」に歌唱指導として参加
1992年、文化庁芸術インターンシップ研修員
2001年、プラハの春音楽祭出演『蝶々夫人』タイトルロール

## 舞台
1987年
- 『リゴレット』（オペラデビュー）東京文化会館
- 『蝶々夫人』（タイトルロール）日本都市センターホール

1988年
- 『シモン・ボッカネグラ』簡易保険ホール

1989年
- 『蝶々夫人』（タイトルロール）日本都市センターホール
- 『オテロ』（デズデモーナ）東京グローブ座
- 『ホフマン物語』（ジュリエッタ）シアターコクーン

1990年
- 『オテロ』（デズデモーナ）日本都市センターホール
- 『[オテロ]』（デズデモーナ）新神戸オリエンタル劇場

1991年
- 『ドン・ジョバンニ』（ドンナ・エルヴィラ）パナソニック・グローブ座
- 『ビバ!ラ・マンマ』（コリッラ）日本都市センターホール
- 『蝶々夫人』（蝶々夫人） 新神戸オリエンタル劇場
- 『蝶々夫人』（タイトルロール）フランス・アルザスコルマール劇場

1992年
- 『魔笛』（パミーナ）サンパール荒川大ホール
- 『カルメンを愛した伯爵夫人』（ミカエラ）新神戸オリエンタル劇場
- 『カルメンを愛した伯爵夫人』（ミカエラ）シアターアプル
- 『マドモアゼル・モーツァルト』（カタリーナ）東京・青山劇場
- 『マドモアゼル・モーツァルト』（カタリーナ） 新神戸オリエンタル劇場
- 『オテロ』原語上演（デズデモーナ）パナソニック・グローブ座
- 『ビバ!ラ・マンマ』（コリッラ） 新神戸オリエンタル劇場

1993年
- 『椿姫』（ヴィオレッタ）東京メルパルクホール
- 『マドモアゼル・モーツァルト]』（カタリーナ） 池袋・東京芸術劇場
- 『椿姫』（ヴィオレッタ）新神戸オリエンタル劇場

1994年
- 『ラ・ボエーム』（ミミ）かつしかシンフォニーヒルズ大ホール
- 『ザ・クラブ』（マン・バーティ）東京・博品館劇場
- 『ザ・クラブ』（マン・バーティ）新神戸オリエンタル劇場～名古屋、沖縄公演

1995年
- オペレッタ『ワルツの夢』オペレッタホール
- オペレッタ『ラ・ヴィー・パリジェンヌ』 （メテルラ）日暮里サニーホール
- 『トスカ』（トスカ）東京メルパルクホール

1996年
- 『ロミオ&ジュリエット』（ステファノ）新神戸オリエンタル劇場

2001年
- プラハの春音楽祭『蝶々夫人』主演

2016年 - 2017年
- 『〜よみうたい〜ビルマの竪琴』建長寺・久伊豆神社・東光院・仁風庵・豊中芸術文化センター

## ディスコグラフィー

### CDアルバム
- 2003年『いつしかに』
- 2017年『瞬』　SPOONFUL MUSIC

## 著書
- 『遠藤周作と劇団「樹座」の素敵な仲間たち』　きこ書房 1998年（寄稿）
- 『椅子・1』　かまくら春秋社 2017年（寄稿）